# Familiensache (Recht)
Familiensachen sind ein Unterfall der Zivilsachen und unterliegen im deutschen Recht den Vorschriften des Gesetzes über das Verfahren in Familiensachen und in den Angelegenheiten der freiwilligen Gerichtsbarkeit (FamFG).

## Arten
Das Gesetz unterscheidet Familien- und Familienstreitsachen.

### Familiensachen
Familiensachen sind gemäß § 111 FamFG abschließend folgende Sachen:
1. Ehesachen: Scheidung, Aufhebung oder Nichtigerklärung einer Ehe;
2. Kindschaftssachen;
3. Abstammungssachen: Vaterschaftsanfechtung, Vaterschaftsfeststellung und Abstammungsklärung;
4. Adoptionssachen;
5. Ehewohnungs- und Haushaltssachen;
6. Gewaltschutzsachen;
7. Versorgungsausgleichssachen;
8. Unterhaltssachen;
9. Güterrechtssachen;
10. sonstige Familiensachen;
11. Lebenspartnerschaftssachen: Aufhebung, Unterhalt, Wohnung, Hausrat.

### Familienstreitsachen
Familienstreitsachen sind ein Unterfall der Familiensachen. Familienstreitsachen sind gemäß § 112 FamFG folgende Familiensachen:
1. Unterhaltssachen nach § 231 Abs. 1 und Lebenspartnerschaftssachen nach § 269 Abs. 1 Nr. 8 und 9,[2]
2. Güterrechtssachen nach § 261 Abs. 1 und Lebenspartnerschaftssachen nach § 269 Abs. 1 Nr. 10 sowie
3. sonstige Familiensachen nach § 266 Abs. 1 und Lebenspartnerschaftssachen nach § 269 Abs. 2.

## Zuständigkeit
Für Familiensachen ist im ersten Rechtszug das Amtsgericht ausschließlich zuständig (§ 23a Absatz 1 GVG). Dort werden dafür Abteilungen für Familiensachen (Familiengericht) gebildet, die mit Familienrichtern besetzt sind (§ 23b GVG). 

## Verfahren
Das Verfahren in Familiensachen ist im FamFG zusammen mit den Angelegenheiten der freiwilligen Gerichtsbarkeit geregelt. Familiensachen und Familienstreitsachen sind jedoch keine Angelegenheiten der freiwilligen Gerichtsbarkeit.
Für Ehesachen und Familienstreitsachen verweist das FamFG auf zahlreiche Vorschriften der ZPO (§ 113 FamFG). Auch bei Anwendung der ZPO verbleibt es jedoch bei den Begrifflichkeiten des FamFG: statt Prozess oder Rechtsstreit die Bezeichnung Verfahren, statt Klage die Bezeichnung Antrag, statt Kläger die Bezeichnung Antragsteller, statt Beklagter die Bezeichnung Antragsgegner und statt Partei die Bezeichnung Beteiligter (§ 113 Abs. 5 FamFG).